# Strophaeus pentodon
Espèce
Synonymes
- Homoeoplacis pentodon Simon, 1892

Strophaeus pentodon est une espèce d'araignées mygalomorphes de la famille des Barychelidae.

## Distribution
Cette espèce est endémique du Brésil.

## Description
La carapace de la femelle holotype mesure 5,8 mm de long sur 4,8 mm et l'abdomen 6 mm de long sur 4,6 mm.

## Publication originale
- Simon, 1892 : Études arachnologiques. 24e Mémoire. XXXIX. Descriptions d'espèces et de genres nouveaux de la famille des Aviculariidae (suite). Annales de la Société Entomologique de France, vol. 61, p. 271-284 (texte intégral).